# Misión de Unidad Nacional
Misión de Unidad Nacional (MUN) fue un pequeño partido político panameño de tendencia evangélica. Fue fundado el 27 de marzo de 1992 por integrantes de las Asambleas de Dios.
Junto con el Movimiento Papa Egoró, fueron los únicos partidos nuevos que lograron superar la cuota de inscripción (21.000 adherentes) para participar en las elecciones generales de 1994.
La postura ideológica del partido fue "el fortalecimiento de la familia y la protección a los niños y jóvenes". Para las elecciones decidió aliarse con el Partido Solidaridad y formar la alianza Concertación Nacional, que tenía a Samuel Lewis Galindo como candidato presidencial.
Sólo obtuvieron 9120 votos para presidente (0,85% del total) y ningún diputado para la Asamblea Nacional, por lo que fue disuelto por el Tribunal Electoral en ese mismo año.

## Resultados electorales
| Elecciones | Votos  | %               | Diputados | Resultado | Notas                            |
| ---------- | ------ | --------------- | --------- | --------- | -------------------------------- |
| 1994       | 9120   | \| \| 0.85 % \| | 0/71      | Disuelto  | Dentro de Concentración Nacional |
|            | 0.85 % |                 |           |           |                                  |